# Enric Arbós y Canyelles
Enric o Enrique Arbós y Canyelles (Palma de Mallorca, 1926 - 1976), fue un músico y literato español de ideología mallorquinista.

## Biografía
Fue cofundador de la revista literaria Ponent, cuadernos literarios. Discípulo de Jaume Mas Porcel. Como compositor es autor, entre otras obras, de una Misa en honor del Santísimo Cristo de Santa Cruz y de una Berceuse. Como escritor, además de artículos y narraciones, es autor de un Triptic poético y de un opúsculo de poesía titulado Girassols al vent.
Impartió clases en la institución Obra Cultural Balear (OCB) y en la Real y Pontificia Universidad Luliana y Literaria de Mallorca. Además, participó como jurado junto con Llorenç Vidal de varios eventos literarios como la Copa d'Argent de la poesía de balear en la década de 1960.
Fue descrito como un personaje demócrata y autonomista, fiel a su lugar de nacimiento y ejemplo de la «cultura catalana-valenciana-balear».